# Зенон із Кітіона
Зенон з Кітіона (також Зенон Кітіонський, близько 334 — 262 до н. е.) — давньогрецький філософ, засновник школи стоїцизму.

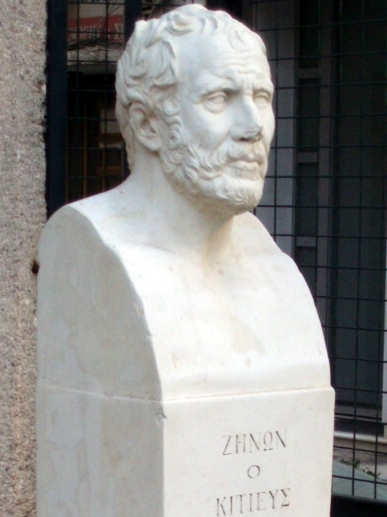
Сучасний бюст Зенона в Афінах

Народився в місті Кітіон на острові Кіпр. Навчався у Кратеса (кініка), потім у Стільпона і Діодора (Мегарська школа); пізніше — у платоніка Полемона.
У 308 до н. е. заснував в Афінах свою школу, яка отримала назву стоїчної від «стоа пойкіле» — візерунчастого портика, прикрашеного фресками. Твори Зенона дійшли до нас у вигляді небагаточисленних фрагментів. Зенон розрізняв три частини філософії: логіку, фізику, етику. Відомо, що Зенон ввів термін «каталепсис» (поняття). За вченням Зенона уява («фантістія») є відбитком («тюпосіс») речей в душі. Критерієм істини Зенон вважав «захопливий образ», оскільки він зв'язується з осягненням дійсності.

## Особисте життя
За свідченнями сучасників, Зенона приваблювали лише хлопчики та інші чоловіки, а Діоген Лаертський згадує принаймні одного, в якого він був закоханий, — юнака на ім'я Хремонід (який можливо міг бути афінським державним діячем і полководцем Хремонідом).